# Alejandro Scolni
Alejandro "Chirola" Scolni (Buenos Aires, 14 de abril de 1962) es un exjugador Argentino de Rugby Union (#385) que se destacaba como fullback, aunque también se desempeñaba como wing.
Sus inicios como deportista comenzaron en el Club CUBA, practicando básquetbol y fútbol desde niño. Representó a Belgrano Athletic Club desde los 14 hasta los 22 años, 5 de ellos en Primera División. En 1983 debutó en el Seleccionado Argentino B, en el torneo Sudamericano disputado en el CASI. Desde 1986 hasta 1992, jugó en Alumni consiguiendo 4 campeonatos en forma consecutiva. Lució la camiseta Argentina en 19 Test Match. Durante su época en Los Pumas consiguió relevantes triunfos frente Australia (1987), Francia (1988) e Inglaterra (1990). Representó al Seleccionado de Buenos Aires en diversos partidos internacionales y campeonatos Argentinos. Integró la selección de Pumas Seven en Hong Kong y Sídney, Australia en dos oportunidades. 
Disputó su último partido internacional con Los Pumas frente a Escocia en Edimburgo en 1990. Es considerado uno de los mejores fullbacks de la historia Argentina junto a Martin Sansot e Ignacio Corleto.

## Biografía

### Antecedentes deportivos
Representó al Club CUBA en Básquetbol y Tenis federado, y jugador de fútbol desde temprana edad. Chirola, su apodo, deriva de Hector Casimiro Yazalde, famoso goleador del Independiente campeón 1967. Actualmente dedica su tiempo libre jugando al golf y al fútbol. Fue un jugador especial que logró conquistar el alma de las tribunas dónde coreaban "CHI-CHI-ROLA" desde las populares. A raíz de sus actuaciones, la revista El Gráfico le dedicó una nota titulada "Chirola de Oro" reconociéndolo figura del equipo. 

### Laboral
Abogado recibido en la UBA (Universidad de Buenos Aires) en 1988. Trabajó en el Estudio Jurídico Scolni hasta 1991. Fue socio-fundador del Colegio North Hills, ubicado en la localidad de Pilar, Provincia de Buenos Aires, Argentina. Desempeñó el cargo de director general y profesor en el área deportiva. Realizó un máster en educación en la USAL (Universidad del Salvador) en 1999. Actualmente es presidente de Tierras Inversiones Estratégicas, empresa que desarrolla inversiones en la zona de Pilar y Exaltación de la Cruz. 
1. ↑  Gustavo Mendez Grierson (27 de junio de 1988). «"Chirola" Scolni, doctor en tackler». El Cronista Deportivo (Buenos Aires, Argentina). p. 4.
2. ↑  Gonzalo Abascal, Gerardo Prego (28 de junio de 1988). «Chirola de Oro». El Gráfico (N° 3586) (Buenos Aires, Argentina). p. 12.

- Datos: Q96242117